# Ендре Бойтар
Ендре Бо́йтар (угор. Bojtár Endre; *26 травня 1940, Будапешт) — угорський літературознавець і перекладач.
Закінчив 1963 Будапештський університет. Чоловік А. Бойтар. Автор книг «Авангардистська література Східної Європи» (1977), «Слов'янський структуралізм» (1978), «Східноєвропеєць у літературознавстві» (1984), статей, присвячених літературному процесу в Україні, в Прибалтиці, питанням розвитку поезії Східної Європи, в тому числі України, головним чином перших десятиліть 20 століття, мистецьких напрямів і течій того часу.
В періодичних виданнях, збірниках та «Енциклопедії світової літератури» опубліковані статті про багатьох російських, литовських і українських письменників, зокрема про І. Франка, Лесю Українку, О. Кобилянську, М. Коцюбинського, В. Стефаника, Ю. Яновського, А. Головка, О. Довженка, О. Гончара, Л. Дмитерка, Ю. Щербака тощо.
Упорядник і автор післямов до книг українських казок, колективних та авторських збірок українських письменників, перекладених угорською мовою.
Ендре Бойтару належить більшість перекладів у збірці українських народних казок «Золотий черевичок»; переклав оповідання Ю. Щербака «Хай насниться янгол», «Фільм першої категорії» та ін. Перекладає також твори російських, білоруських, литовських, польських, чеських та інших письменників.